# JRA2歳認定競走
JRA2歳認定競走（ジェイアールエーにさいにんていきょうそう）は、地方競馬におけるサラブレッド系2歳馬による競走のうち、日本中央競馬会（JRA）が主催する中央競馬における特定の競走の出走権が付与されるものである。1995年度より開始された。

## 概要
実施当初は全馬初出走だけで構成される競走（認定初出走・認定新馬戦）と、認定馬（後述）でない馬のみ出走できる競走（認定未勝利）のみで組まれていた。いずれかを勝利した競走馬は認定馬として扱われ、中央競馬（JRA）の特別指定交流競走（「特指」と略されることが多い）に出走可能となるほか、中央競馬へ転厩する際に「認定馬房」と呼ばれる専用馬房が使用できるなどの待遇が受けられる。認定競走は全出走馬がサラブレッド系でなければならなかったり、施行できる距離（競馬場毎に異なる）などに制限がある。認定競走が開始される1994年以前は、地方競馬所属馬はオールカマーなどの地方招待競走を除き一切中央競馬のレースに出走できず、一定の収得賞金（旧年齢で当時は3歳200万円以上、4歳400万円以上、5歳800万円以上、6歳1000万円以上かつ、中央競馬転入時点で過去6ヶ月間に地方競馬での出走歴が必要だった。ただし、アラブの転入とJRAを転出した馬の再転入は不可）を獲得した馬は中央競馬に移籍できるのみだった。
賞金は中央競馬から90%の補助が出ており、年々賞金が減少する地方競馬にとっては高額競走となっているが、当初は重賞を勝った馬が認定未勝利に出る、認定競走の賞金が地元の重賞より高いといったねじれも起きていた。賞金は当初、認定新馬/認定未勝利の1着賞金が300万/200万だったものが2011年には南関東が200万/150万、ホッカイドウ競馬が200・170万/120・80万、南関東以外の本州各地が170万/120万、九州が150万/120万まで減額された上に2010年からは8月以降の認定競走については更に20万減額されていた。
当初は大井競馬場および高知競馬場を除く各競馬場（ただし、兵庫や益田や福山など、1995年当時サラ系競走を行っていなかった競馬場は除く）で認定新馬・認定未勝利を実施していたが、2012年からJRA認定競走の施行規準が変更され、新馬・未勝利戦でJRA認定競走を実施するのはホッカイドウ競馬のみとなり、さらに認定新馬戦や認定未勝利戦も原則として8月までに全て終了するようになった。ホッカイドウ競馬では対象競走の賞金を増額したり、「上級認定競走」としてダートグレード競走を除く2歳重賞競走や「ウィナーズチャレンジ」などの2歳オープン特別が新たにJRA認定競走となった。
JRA2歳認定競走が上級条件になって、従来の認定新馬戦・認定未勝利戦と比較し、以下のような違いがある。
- かつてのJRA2歳認定競走は勝ち抜け制で、1着になれば二度とJRA2歳認定競走に出走できなかったが、そのような制限はなくなった。認定新馬戦・認定未勝利戦が残っている道営でも同様である。
- かつてのJRA2歳認定競走はJRAからの転入馬は出走できなかったが、そのような制限はなくなった。ただし、JRAからの転入馬がJRA2歳認定競走を勝っても、認定馬としての特典はなく、JRAへの再転入は、他のJRA転出馬同様、JRA転出後、1年以内に地方競馬で2勝以上[注 2]する必要がある

2023年より、南関地区を除く各地で重賞級認定競走であるネクストスターが行われる事になり、これまで認定競走が行われていなかった高知競馬場でも認定競走が開始された。また、3歳の重賞級認定競走として、ネクストスター北日本・ネクストスター東日本・ネクストスター中日本・ネクストスター西日本が競馬場持ち回りで行われる。

## JRA指定競走
大井競馬場については、JRA認定競走は行われていないが、JRA認定競走と同等の待遇が受けられる「JRA指定競走」が行われている。このJRA指定競走は、主に2歳の特別戦や重賞で行われており、かつてのJRA認定新馬戦やJRA認定未勝利戦と明確に区別されていたが、JRA認定競走が「上級認定競走」として特別戦や重賞で行われるようになって以後、名称上以外での区別はなくなった。
なお、JRA主催の競馬場で行われる「指定競走」（特別指定競走以外で地方所属馬が出走できるレース。GIやGIのトライアル競走が該当）は全くの別物であるので注意が必要。

## 新馬流通促進対策事業対象競走
新馬流通促進対策事業とは、認定競走が上級条件になって、レース数が削減されたため、その救済措置としてNARが始めた制度である。
JRA認定競走になっていない2歳戦の一部の競走を対象として、65万円（1着時/2021年度現在）を上限として付加賞金を補助する制度。
JRA認定競走と違い、付加賞金であるので、本賞金には加算がなく、番組表などに記載される見た目の賞金は増えているわけではない。
なお、この競走に勝っても、JRA認定競走のような優遇措置はない。

## 認定馬としての資格の緩和
2019年まではJRA認定競走を勝っておらず、JRAに一度も登録したことのない地方競馬デビュー馬はダートグレードを勝つ以外に認定馬としての資格は得られなかったが、2020年にシステムの改変が行われ、2歳時点で150万円以上、3歳時点で300万円以上、4歳時点で400万円以上の収得賞金を持つ馬はJRA認定競走を勝っていなくても認定馬としての資格を得られるようになった。
なお、JRAから地方に転入した馬がJRAに再転入するには、これまで通りJRA転出後、1年以内に地方競馬で2勝以上する必要がある。

## 各地の名称
特に記載があるものを除き、2023年度の施行は以下の通り。
| 競馬場 または地域 | 新馬                                              | 1着賞金            | 未勝利             | 1着賞金 | 上級認定競走                                                                            | 1着賞金            | 重賞級認定競走       | 1着賞金  |
| ----------------- | ------------------------------------------------- | ------------------ | ------------------ | ------- | --------------------------------------------------------------------------------------- | ------------------ | -------------------- | -------- |
| 北海道            | スーパーフレッシュチャレンジ                      | 500万円            | アタックチャレンジ | 120万円 | ターフチャレンジ ウィナーズチャレンジ                                                   | 250万円            | ネクストスター門別   | 1000万円 |
| 北海道            | フレッシュチャレンジ                              | 250万円            | アタックチャレンジ | 120万円 | 2歳重賞競走 （ダートグレード競走は除く）                                                | 各競走ごとに定める | ネクストスター門別   | 1000万円 |
| 岩手              |                                                   |                    |                    |         | フューチャーステップ                                                                    | 300万円            | ネクストスター盛岡   | 1000万円 |
| 岩手              | 2歳重賞競走 （金杯は除く）                        | 各競走ごとに定める |                    |         |                                                                                         |                    | ネクストスター盛岡   | 1000万円 |
| 川崎              |                                                   |                    |                    |         | ○○賞                                                                                    | 350万円            |                      |          |
| 船橋              |                                                   |                    |                    |         | ○○特別                                                                                  | 400万円            |                      |          |
| 浦和              |                                                   |                    |                    |         | ○○特別                                                                                  | 300万円            |                      |          |
| 笠松              |                                                   |                    |                    |         | ○○チャレンジ 秋風ジュニア（準重賞） ジュニアクラウン（準重賞） ジュニアキング（準重賞） | 300万円            | ネクストスター笠松   | 1000万円 |
| 名古屋            |                                                   |                    |                    |         | セレクトゴールド                                                                        | 300万円            | ネクストスター名古屋 | 1000万円 |
| 金沢              |                                                   |                    |                    |         | サードニクス賞（金沢デビュー限定） サファイア賞（金沢デビュー限定）                     | 250万円            | ネクストスター金沢   | 1000万円 |
| 金沢              | 石川テレビ杯（重賞）                              | 300万円            |                    |         |                                                                                         |                    | ネクストスター金沢   | 1000万円 |
| 兵庫              |                                                   |                    |                    |         | アッパートライ                                                                          | 300万円            | ネクストスター園田   | 1000万円 |
| 兵庫              | 兵庫ジュベナイルカップ（重賞II）                  | 700万円            |                    |         |                                                                                         |                    | ネクストスター園田   | 1000万円 |
| 高知              |                                                   |                    |                    |         | 堆金菊特別（準重賞） 潮菊特別（準重賞） 土佐寒蘭特別（準重賞）                          | 400万円            | ネクストスター高知   | 1000万円 |
| 佐賀              |                                                   |                    |                    |         | ○○特別                                                                                  | 300万円            | ネクストスター佐賀   | 1000万円 |
| 佐賀              | 九州ジュニアチャンピオン（重賞） カペラ賞（重賞） | 600万円            |                    |         |                                                                                         |                    | ネクストスター佐賀   | 1000万円 |